# Jacob Dörr
Jacob Dörr (* 15. November 1803 in Gebersdorf im Schwalm-Eder-Kreis; † 12. November 1871 in Kassel) war ein deutscher Offizier und Mitglied der kurhessischen Ständeversammlung.

## Leben
Jacob Dörr war Offizier in der Hessen-kasselschen Armee, zuletzt Hauptmann. Von 1863 bis 1866 hatte er ein Mandat für die kurhessische Ständeversammlung, gewählt für die Höchstbesteuerten im Wahlkreis Eschwege. Dörr war Anhänger der Liberalen.
Die kurhessische Ständeversammlung wurde nach den Unruhen im Jahre 1830 zum Zweck der Beratung und Verabschiedung einer Verfassung gebildet und hatte bis 1866 Bestand, als das Land Hessen durch Preußen annektiert wurde.
Im September 1866 unterzeichneten 12 liberale Landtagsabgeordnete, darunter Friedrich Oetker und Edwin von Bischoffshausen sowie Jacob Dörr die „Totengräber-Adresse“, mit der sie ihre Zustimmung zur „geschichtlichen Notwendigkeit“ der Übernahme durch Preußen bekundeten.
Er war mit Clementine von Eschwege (1823–1900) verheiratet. Aus der Ehe ist der Sohn Alexander (* 1844, am 26. Februar 1873 in den preußischen Adelsstand erhoben) hervorgegangen.

### Publikationen
- 1862 Staatsdiener- und Staatsschwächen der Gegenwart. Ansichten und Thatsachen für alle, die es angeht und daran Interesse haben